# Timon Gremmels

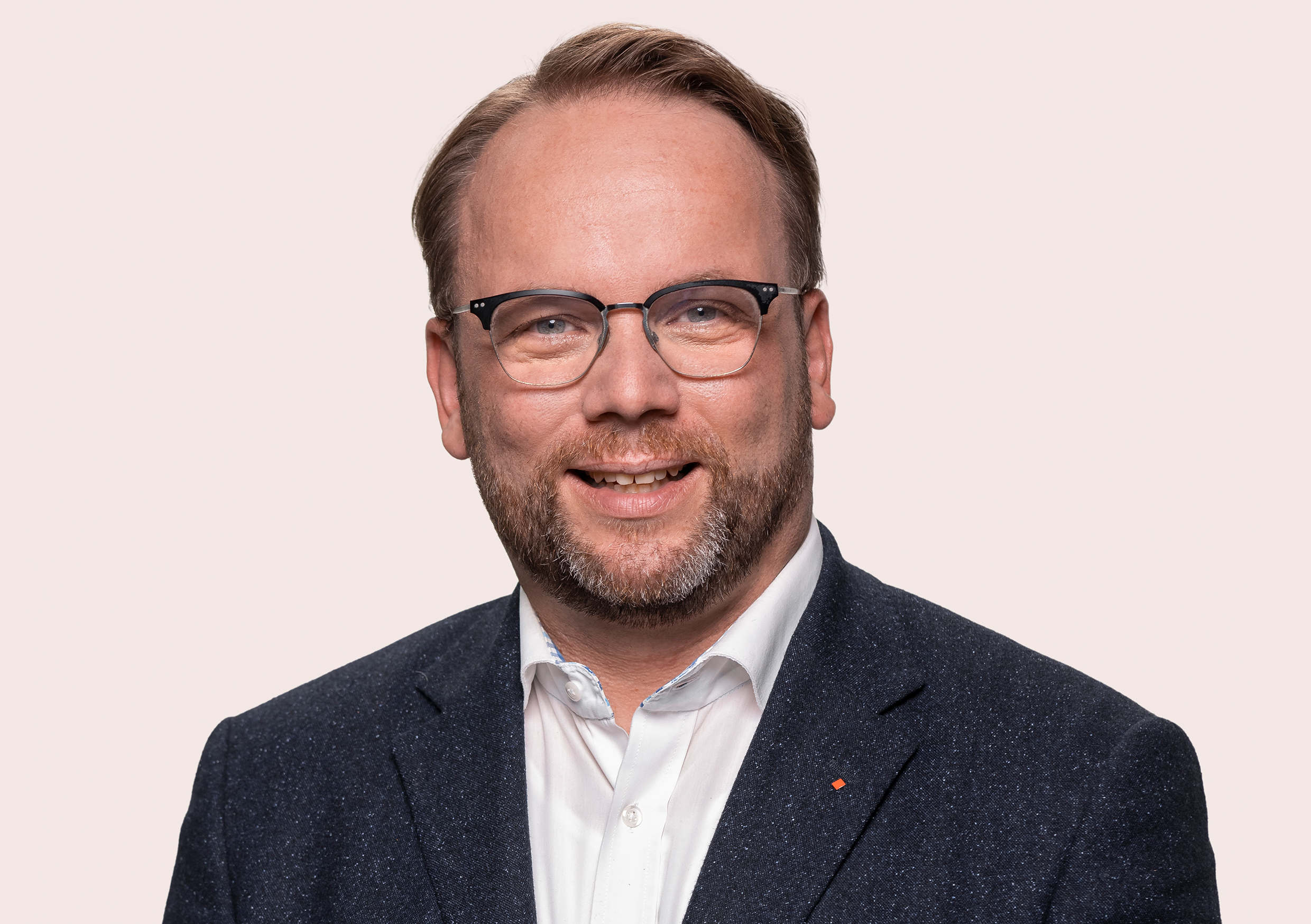
Timon Gremmels (2021)

Timon Gremmels (* 4. Januar 1976 in Marburg) ist ein deutscher Politiker (SPD) und Politikwissenschaftler. Seit dem 18. Januar 2024 ist er Hessischer Minister für Wissenschaft und Forschung, Kunst und Kultur im Kabinett Rhein II. Zuvor war er von 2009 bis 2017 Mitglied des Hessischen Landtages und anschließend bis 2024 Mitglied des Deutschen Bundestages.

## Ausbildung und Beruf
Nach dem Abitur im Jahr 1995 an der Herderschule in Kassel absolvierte Gremmels ein Studium der Politikwissenschaft mit den Nebenfächern Rechtswissenschaften sowie Friedens- und Konfliktforschung an der Philipps-Universität Marburg. Im Jahr 2003 schloss er dieses als Diplom-Politologe ab. Anschließend arbeitete er in den Jahren 2003 bis 2007 als Wissenschaftlicher Mitarbeiter bei der Europaabgeordneten Barbara Weiler (SPD). Danach war er Programmreferent des SPD-Landesverbandes Hessen und Referent bei der Sozialdemokratischen Gemeinschaft für Kommunalpolitik (SGK), bis er 2008 eine Tätigkeit als Parlamentarischer Referent für Wirtschaft, Verkehr, Energie, Landesentwicklung und Europa bei der SPD-Landtagsfraktion in Hessen aufnahm. Zuletzt hatte er im Jahr 2009 die Stabsstelle „Corporate Social Responsibility“ beim Vorstand der SMA Solar Technology AG inne.

## Partei
Im Jahr 1992 trat Gremmels in die SPD ein. Er engagierte sich zunächst bei den Jusos und war von 1997 bis 2001 Vorsitzender der Jusos Kassel-Land und 2002 stellvertretender Juso-Bezirksvorsitzender Hessen-Nord. In den Jahren 1999 bis 2011 gehörte er dem Vorstand des SPD-Bezirks Hessen-Nord an. Außerdem war er von 2003 bis 2007 Vorsitzender der SPD-Arbeitsgemeinschaft für Bildung im Bezirk Hessen-Nord. Seit 2011 ist er Mitglied des Landesvorstandes der hessischen SPD. Von April 2015 bis Juni 2019 war Gremmels Vorsitzender des mitgliederstärksten hessischen SPD-Unterbezirks Kassel-Land. 2019 wurde Gremmels zum neuen Bezirksvorsitzenden der SPD Hessen-Nord. Von 2019 bis 2024 war er stellvertretender Vorsitzender der hessischen SPD. Im Juni 2025 wurde Gremmels in den SPD-Parteivorstand gewählt.

## Abgeordneter

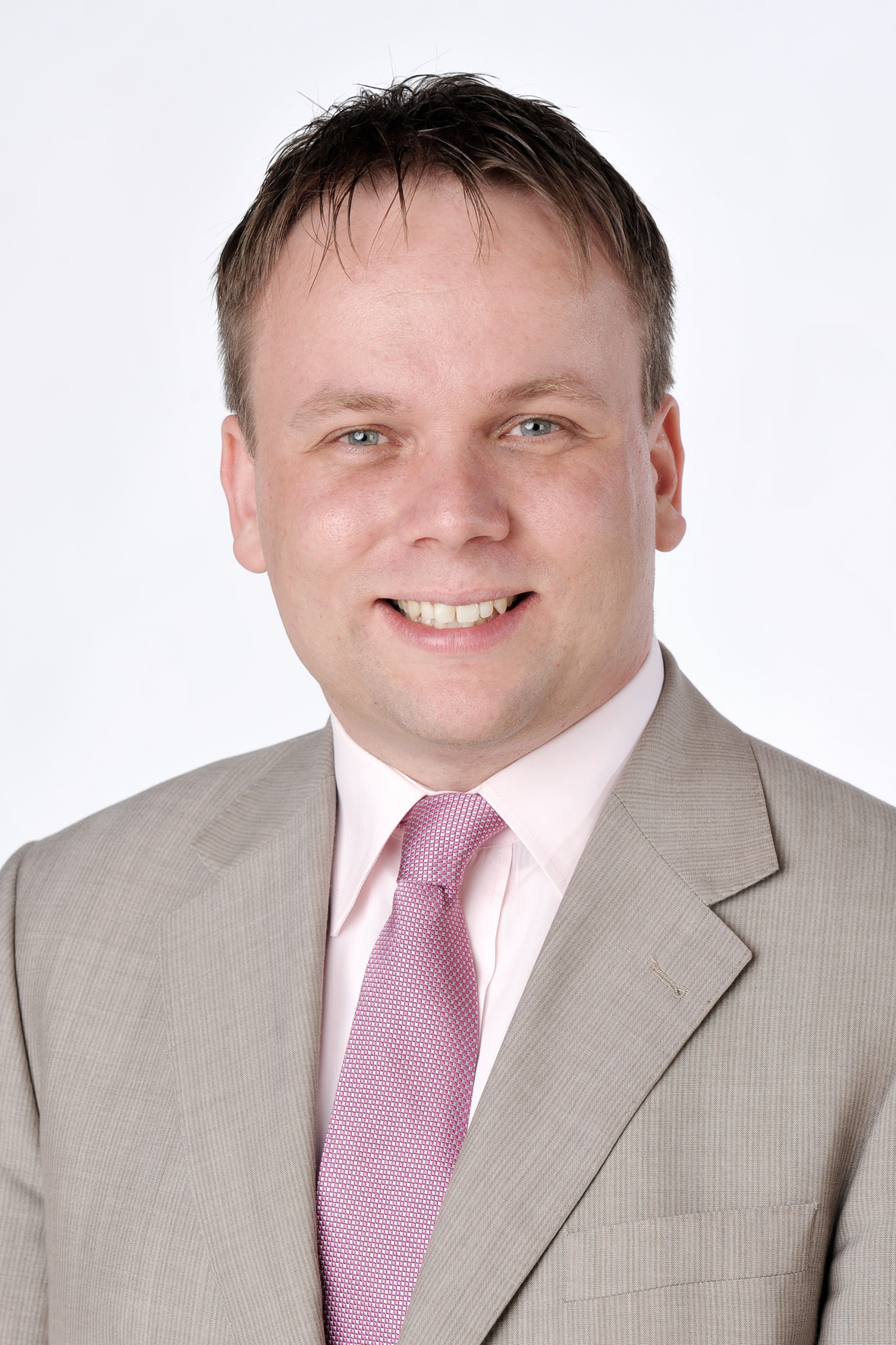
Timon Gremmels als Landtagsabgeordneter (2009)

Vom 1. November 2009 bis zum 31. Oktober 2017 war Gremmels Mitglied des Hessischen Landtages. Gremmels rückte zunächst als Ersatzkandidat für Ulrike Gottschalck in den Landtag nach und verteidigte erfolgreich das Direktmandat der SPD im Wahlkreis Kassel-Land II bei der Landtagswahl 2013 mit dem landesweit besten Erststimmenergebnis von 47,6 Prozent. Zuletzt war er energiepolitischer Sprecher und stellvertretender Fraktionsvorsitzender der SPD-Landtagsfraktion Hessen. In den Jahren 2001 bis 2013 war Gremmels Mitglied der Gemeindevertretung seines Heimatortes Niestetal und dort u. a. stellv. SPD-Fraktionsvorsitzender. Seit 2001 gehört er dem Kreistag des Landkreises Kassel an.
Im November 2016 wurde Gremmels für den Bundestagswahlkreis Kassel für die Bundestagswahl im September 2017 nominiert. Bei der Wahl erlangte er 35,5 Prozent der Erststimmen und zog damit als direkt gewähltes Mitglied in den 19. Deutschen Bundestag ein. Während der 19. Legislaturperiode war er ordentliches Mitglied im Ausschuss für Wirtschaft und Energie, sowie im Petitionsausschuss. Als stellvertretendes Mitglied war er im Ausschuss für Umwelt, Naturschutz und nukleare Sicherheit vertreten.
Bei der Bundestagswahl 2021 kandidierte er wieder um das Direktmandat im Wahlkreis 168 (Kassel). Mit 36,1 % gelang ihm der Wiedereinzug in den Bundestag. In der 20. Wahlperiode war Gremmels ordentliches Mitglied im Ausschuss für Klimaschutz und Energie. Im Zuge seiner Ernennung zum Landesminister legte er sein Bundestagsmandat am 25. Januar 2024 nieder. Für ihn rückte Nadine Ruf in den Bundestag nach.

## Öffentliche Ämter
Am 18. Januar 2024 wurde Gremmels zum Hessischen Minister für Wissenschaft und Forschung, Kunst und Kultur im Kabinett Rhein II ernannt.

## Mitgliedschaften
Gremmels ist Mitglied der überparteilichen Europa-Union Deutschland, die sich für ein föderales Europa und den europäischen Einigungsprozess einsetzt.
Gremmels war Mitglied im Beirat des Vereins „Zukunft Gas – Verband für Erdgas und grünes Gas“.

## Privates
Gremmels ist offen homosexuell. Er ist verheiratet. Für seine Sichtbarkeit als LGBT-Person wurde er im Jahr 2022 zum „Prout Performer“ in der Kategorie „Prout Politicians“ gewählt.